# 裴慎
裴慎（1917年—1989年），字慎之，甘肅天水人，中国醫學家、文學家、書畫家。曾任第5、6、7届甘肃省政协常委，中华中医学会甘肃分会副会长。

## 生平
裴慎1917年出生于甘肅天水武山縣洛門鄉裴家莊，自幼熟讀《三字經》、《百家姓》等。1934年毕业于甘肃省立第一中学（现兰州市第一中学），毕业后成为小学教师。1937年进入南京国立中央大学学习，值抗战爆发，裴慎参军抗日。1939年回乡创办蓼川小学，并自己担任校长。1949年组建洛门诊疗所和中医药研究组。1957年在反右运动中入狱4年，狱中写出36万字的《本草骈比》，此书1982年正式出版，1983年获中国出版工作者协会优秀图书纪念奖。文革中再入狱6年。1973年任甘肃省劳动改造局兰州医院中医科主任、名誉院长。又著有《裴慎医案选》、《伤寒方证识》、《本草三言》、《现代医案选按》、《伤寒论新编》等医学著作。裴慎晚年拜刘海粟为师，学习国画。又自作诗词，后人整理有《裴慎诗文集》。
裴慎之父親裴紹儉爲醫藥專家。裴慎次子裴正學，現任甘肅中醫藥輔導學院院長、《中西醫結合研究》雜志總編輯等職。孫輩裴新鳳爲西北工業大學教授，裴新華爲中央電視台氣象節目主持人。

## 著作
- 《傷寒方證識》
- 《傷寒論新編》
- 《金匮新釋》
- 《本草骈比》
- 《本草三言》
- 《裴慎醫案選》
- 《現代醫案選》
- 《風雨集》
- 《裴慎詩文集》

## 外部連結
- 裴慎
- 慎公中学（页面存档备份，存于）